# Македония джаз
„Македония джез“ (на македонска литературна норма: „Македонија џез“) е документален филм от Република Македония от 2000 година на режисьора Сергей Станойковски.